# ويليام كورتيناي
ويليام كورتيناي (بالإنجليزية: William Courtenay)‏ هو ممثل أمريكي، ولد في 19 يونيو 1875 في ورسستر في الولايات المتحدة، وتوفي في 20 أبريل 1933 في ري في الولايات المتحدة.

## وصلات خارجية
- ويليام كورتيناي على موقع IMDb (الإنجليزية)
- ويليام كورتيناي على موقع قاعدة بيانات برودواي على الإنترنت (الإنجليزية)
- ويليام كورتيناي على موقع قاعدة بيانات برودواي على الإنترنت (الإنجليزية)
- ويليام كورتيناي على موقع قاعدة بيانات الفيلم (الإنجليزية)